# أنطون كريستيان بانغ
أنطون كريستيان بانغ (بالبوكمول: Anton Christian Bang) هو كاتب ومؤرخ وعالم عقيدة وسياسي نرويجي، ولد في 18 سبتمبر 1840 في النرويج، وتوفي في 29 ديسمبر 1913 في النرويج. حزبياً، نشط في حزب المحافظين. وقد انتخب Minister of Education and Church Affairs ‏ (2 مايو 1893 – 27 أبريل 1895).